# Amphiura proposita
Amphiura proposita är en ormstjärneart som beskrevs av Jean Baptiste François René Koehler 1922. Amphiura proposita ingår i släktet Amphiura och familjen trådormstjärnor. Inga underarter finns listade i Catalogue of Life.